# Imigração salvadorenha no Brasil
A imigração salvadorenha no Brasil é pouco expressiva em comparação com a de outros povos latinos como bolivianos, paraguaios, argentinos ou ainda mexicanos. É um dos países sul-americanos com mais salvadorenhos.